# Peter-Andrew Schwarz
Peter-Andrew Schwarz (* 26. Oktober 1960 in Brooklyn, New York) ist ein US-stämmiger Schweizer Provinzialrömischer Archäologe.

## Leben
Peter-Andrew Schwarz wurde in den USA geboren, seine Familie zog allerdings 1968 in die Schweiz, wo er bis 1972 die Primarschule besuchte. 1972 wechselte er an das Humanistische Gymnasium in Basel, wo er einen Schwerpunkt auf dem Erlernen der Alten Sprachen hatte und 1982 die Matura ablegte. 1984 begann er mit dem Studium der Ur- und Frühgeschichte, der Mittelalterarchäologie und der Volkskunde an der Universität Basel. 1989 bestand er die Lizenziatsprüfung mit einer Arbeit zu Mont Terri. Danach wurde er Leiter der Abteilung Ausgrabungen Augst/Kaiseraugst in Augusta Raurica. Die Promotion erfolgte im Mai 1997 in Basel mit einer Arbeit zur spätrömischen Befestigung auf dem Kastelen, einem Felssporn der Oberstadt von Augusta Raurica.
1998 wurde Schwarz Kantonsarchäologe des Kantons Basel-Stadt. Vier Jahre später wechselte er an die Universität Basel und wurde dort Lehrbeauftragter und Mitleiter des interdisziplinären Grabungs- und Forschungsprojekts „Oedenburg“, das von der École pratique des hautes études Paris IV, der Universität Freiburg und der Universität Basel durchgeführt wurde. Er habilitierte sich im Juli 2004 mit einer Arbeit zu prähistorischen Siedlungsresten und den frühkaiserzeitlichen Holzbauten auf dem Kastelenplateau an der Universität Passau. Seit November 2004 ist er im Besitz der Lehrberechtigung an der Universität Passau, wo er bis 2009 als Privatdozent lehrte und die provinzialrömische Archäologie vertrat. Seit 2010 ist er an der Universität Basel Inhaber der Vindonissa-Professur.
Seit 2002 ist Schwarz Mitglied der Kommission für das Inventar der Fundmünzen der Schweiz (IFS) der Schweizerischen Akademie der Geistes- und Sozialwissenschaften.

## Schriften (Auswahl)
- Inscriptiones Selectae Coloniae Augustae Rauricorum. Ausgewählte Inschriften aus Augst und Kaiseraugst (= Augster Blätter zur Römerzeit. Band 6). Römermuseum Augst, Augst 1988, ISBN 3-7151-2006-1.
- Die spätlatènezeitliche und spätrömische Höhensiedlung auf dem Mont Terri (Cornol JU). Die Ergebnisse der Grabungskampagne 1987 (= Basler Beiträge zur Ur- und Frühgeschichte. Band 13). Habegger, Derendingen-Solothurn 1993, ISBN 3-85723-342-7.
- mit Ludwig Berger (Hrsg.): Tituli Rauracenses 1, Testimonien und Aufsätze. Zu den Namen und ausgewählten Inschriften von Augst und Kaiseraugst (= Forschungen in Augst. Band 29). Römermuseum Augst, Augst 2000, ISBN 3-7151-0029-X (Digitalisat).
- Die archäologische Informationsstelle „Aussenkrypta“ unter der Pfalz des Basler Münsters (= Archäologische Denkmäler in Basel. Band 1). Archäologische Bodenforschung des Kantons Basel-Stadt, Basel 2001, ISBN 3-905098-31-8.
- Kastelen 4. Die Nordmauer und die Überreste der Innenbebauung der spätrömischen Befestigung auf Kastelen. Die Ergebnisse der Grabung 1991-1993.51 im Areal der Insula 1 und der Insula 2 (= Forschungen in Augst. Band 24). Augst 2002, ISBN 3-7151-0024-9 (Digitalisat).
- Kastelen 1. Die prähistorischen Siedlungsreste und die frühkaiserzeitlichen Holzbauten auf dem Kastelenplateau. Die Ergebnisse der Grabungen 1991–1993.51 sowie 1979–1980.55 und 1980.53 im Areal der Insulae 1, 2, 5 und 6 von Augusta Raurica (= Forschungen in Augst. Band 21). Augst 2004, ISBN 3-7151-0021-4 (Digitalisat).
- mit Sandra Ammann: Eine Taberna in Augusta Raurica. Ein Verkaufsladen, Werk- und Wohnraum in Insula 5/9 (= Forschungen in Augst. Band 46). Augst 2011, ISBN 978-3-7151-0046-3 (online).
- mit Caty Schucany: Der gallorömische Tempelbezirk. In: Michel Reddé (Hrsg.): Oedenburg. Fouilles Françaises, Allemandes et Suisses à Biesheim et Kunheim, Haut-Rhin, France (= Monographien des Römisch-Germanischen Zentralmuseums. Band 79). Verlag des Römisch-Germanischen Zentralmuseums, Mainz 2012, S. 58–286.
- mit Nikolas Hächler und Beat Näf: Mauern gegen Migration? Spätrömische Strategie, der Hochrhein-Limes und die Fortifikationen der Provinz Maxima Sequanorum. Eine Auswertung der Quellenzeugnisse. Schnell & Steiner, Regensburg 2020, ISBN 978-3-7954-3511-0 (online).